# Вьетнамский национальный университет (Хошимин)
Вьетнамский национальный университет Хошимина (вьет. Đại học Quốc gia Thành phố Hồ Chí Minh, англ. Viet Nam National University - Ho Chi Minh City, также VNUHCM) — один из крупнейших университетов Вьетнама, расположенный в Хошимине.

## История
Вьетнамский национальный университет Хошимина был создан 27 января 1995 года путем объединения девяти вьетнамских вузов.

## Структура
В состав Вьетнамского национального университета Хошимина входят 8 отдельных университетов и институтов, ещё 26 организаций (включая учебные и неучебные, например, издательства и фонды) являются аффилированными с университетом.

### Университеты и институты в составе
1. Технологический университет
2. Университет естественных наук
3. Университет гуманитарных и социальных наук
4. Международный университет
5. Университет информационных технологий
6. Университет экономики и права
7. Институт окружающей среды и ресурсов
8. Университет Анзянг

### Прочие аффилированные структуры
1. Школа медицины
2. Школа политических и управленческих наук
3. Высшая школа для одаренных
4. Кампус в Бенче
5. Международный институт образования
6. Институт Джона фон Неймана
7. Институт администрации университета
8. Научно-исследовательский и образовательный центр комплексного проектирования
9. Центр по управлению водными ресурсами и изменению климата
10. Центр инновационных материалов и архитектуры
11. Институт нанотехнологий
12. Центральная библиотека
13. Издательство
14. Журнал развития науки и техники
15. Центр подготовки докторов наук
16. Центр образования в области национальной обороны
17. Центр тестирования и оценки качества образования
18. Бюро Программы развития Южного Вьетнама
19. Фонд развития
20. Фонд науки и технологии
21. Центр интеллектуальной собственности и распространения технологий
22. Центр управления общежитиями
23. IT-технопарк
24. Центр инвестиционного обслуживания и продвижения
25. Центр университетской урбанистики
26. Центр образовательной аккредитации

## Статистика
В VNUHCM обучается более 60 000 студентов дневной формы обучения, преподаёт более 300 профессоров и доцентов, работает более 1200 докторов наук. Учебная программа включает в себя более 90 дисциплин с подготовкой специалистов, магистров и докторов наук более чем по 120 специальностям.

## Рейтинги
Указано место или диапазон мест в рейтинге — в зависимости от занимаемой университетом позиции.

Отметка "N/I" проставлена в случае отсутствия университета в рейтинге.

Отметка "N/P" проставлена в случае отсутствия опубликованного рейтинга за соответствующий год.
| Год  | QS World University Rankings | ARWU | Times Higher Education World University Rankings |
| ---- | ---------------------------- | ---- | ------------------------------------------------ |
| 2020 | 701-750                      | N/P  | 1001+                                            |
| 2019 | 701-750                      | N/I  | N/I                                              |
| 2018 | N/I                          | N/I  | N/I                                              |

## Международное сотрудничество
- В мае 2018 года университет подписал меморандум о взаимопонимании с СПбГУ, что позволит расширить партнерские научно-исследовательские программы[16].